# Сокотрийский язык
Сокотрийский язык, или сокотри ([sʌkˁʌtˁri], самоназвание: méthel d-saqátri; араб. اللغة السقطرية‎) — семитский язык сокотрийцев, коренного населения островов Сокотра, Абд-эль-Кури и Самха у южного побережья Йемена.

## Вопросы классификации
Язык принадлежит к южной ветви западносемитской подсемьи, группе современных южноаравийских языков, в которую также входят языки мехри, шехри, харсуси, батхари и хобйот. Сокотрийский стал первым обнаруженным современным южноаравийским языком (1834 год) и единственным из них, не контактировавшим с другими языками группы и арабским до XIX века.

## Современное положение
В континентальной части Йемена не распространён. В Объединённых Арабских Эмиратах, в которых проживает большое число выходцев с Сокотры, считается языком одного из национальных меньшинств. Имеет богатую устную традицию.
С 1967 года (независимость Южного Йемена) увеличивается влияние арабского языка из-за распространения телевидения и арабоязычного школьного образования. Ситуацию усугубляет возникновение в столице крупной йеменской арабоязычной диаспоры. Молодые сокотрийцы свободно говорят на арабском языке. За семь лет в Хадибо сокотрийцы перестали называть числа от 1 до 10 местными словами, перейдя на арабские числительные.

### Диалекты
Имеет множество диалектов, разделяемых на шесть групп:
- северные диалекты:
  - диалект главного города острова, Хадибо — испытывает влияние арабского и мехри;
  - диалект северных равнин — содержит множество архаизмов;
- горные диалекты (горы Хагьер и Диксам) — взаимонепонятен с другими сокотрийскими диалектами; многие пожилые носители не знают арабского;
- восточные сельские говоры — не изучены;
- западные сельские говоры — обладают множеством уникальных особенностей;
- южные прибрежные диалекты — слабо изучены;
- диалект островов Абд-эль-Кури и Самха — также слабо изучены.

## Письменность
В 2010—2014 годах российскими лингвистами была разработана письменность для сокотрийского языка на основе арабского алфавита. Состоит из 28 знаков: все знаки арабского письма за вычетом отсутствующих в сокотрийском фонем и несколько новых символов, введённых для точного отражения сокотрийской фонетики.
| Буква | Звук      | Буква | Звук | Буква | Звук      |
| ----- | --------- | ----- | ---- | ----- | --------- |
| ا     | [ʔ], [aː] | ب     | [b]  | ت     | [t]       |
| ج     | [g]       | ح     | [ħ]  | خ     | [xˤ]      |
| چ     | [ɮ]       | د     | [d]  | ر     | [r]       |
| ز     | [z]       | س     | [s]  | ش     | [ʃ]       |
| ڛ     | [ɬ]       | ص     | [sˁ] | ض     | [zˤ]      |
| ࢯ     | [ʃˁ]      | ط     | [tˁ] | ع     | [ʕ]       |
| ف     | [f]       | ق     | [q]  | ك     | [k]       |
| ل     | [l]       | ڸ     | [ɫ]  | م     | [m]       |
| ن     | [n]       | ه     | [h]  | و     | [w], [uː] |
| ي     | [j], [iː] |       |      |       |           |

Также кроме огласовок для звуков [a], [i] и [u] используется огласовка ٞ для звука [e].

## История языка
Происходит от доарабского языка-субстрата, в прошлом распространившегося с территории Омана на запад.
Население острова сформировано переселенцами-греками, арабами и индийцами; к XV веку формирование сокотрийской нации завершилось.
Из-за большой силы течения, частых штормовых ветров, окружающих Сокотру рифов, а также туманов, окутывающих берега острова, сокотрийский язык был изолирован значительную часть своей истории.

## Лингвистическая характеристика

### Фонетика и фонология
Таблица соответствия прасемитских согласных нескольким современным языкам, включая сокотрийский
| Прасем. | Геэз  | Тигринья, тигре | Амхарский | Харари  | Гураге  | Мехри, харсуси | Шехри   | Сокотрийский |
| ------- | ----- | --------------- | --------- | ------- | ------- | -------------- | ------- | ------------ |
| *p      | f     | f               | f         | f       | f       | f              | f       | f            |
| *b      | b     | b               | b         | b       | b       | b              | b       | b            |
| *m      | m     | m               | m         | m       | m       | m              | m       | m            |
| *w      | w     | w               | w         | w       | w       | w              | w       | w            |
| *t      | t     | t               | t, tʃ     | t, tʃ   | t, tʃ   | t              | t       | t            |
| *d      | d     | d               | d, dʒ     | d, dʒ   | d, dʒ   | d              | d       | d            |
| *tˤ     | tˤ    | tˤ              | tˤ, tʃˤ   | tˤ, tʃˤ | tˤ, tʃˤ | tˤ             | tˤ      | tˤ           |
| *n      | n     | n               | n, ɲ      | n, ɲ    | n, ɲ    | n              | n       | n            |
| *r      | r     | r               | r         | r       | r       | r              | r       | r            |
| *l      | l     | l               | l         | l       | l       | l              | l       | l            |
| *θ      | s     | s, ʃ            | s, ʃ      | s, ʃ    | s, ʃ    | s              | s       | t            |
| *ð      | z     | z               | z, ʒ      | z, ʒ    | z, ʒ    | θˤ             | θˤ      | d            |
| *θˤ     | sˤ    | sˤ, tʃˤ         | tˤ, tʃˤ   | tˤ, tʃˤ | tˤ, tʃˤ | θ              | θ       | tˤ           |
| *s      | s     | s, ʃ            | s, ʃ      | s, ʃ    | s, ʃ    | s              | s       | s            |
| *z      | z     | z               | z, ʒ      | z, ʒ    | z, ʒ    | z              | z       | z            |
| *sˀ     | sˀ    | sˤ, tʃˤ         | θˤ, tʃˤ   | θˤ, tʃˤ | θˤ, tʃˤ | sˀ, ʃˀ         | sˀ, ʃˀ  | sˀ           |
| *ʃ      | s     | s, ʃ            | s, ʃ      | s, ʃ    | s, ʃ    | s, h           | s, ʃ    | ʃ , h, jh    |
| *(t)ɬ   | (t)ɬ  | s, (t)ɬ         | s, (t)ɬ   | s, (t)ɬ | s, (t)ɬ | (t)ɬ           | (t)ɬ    | (t)ɬ         |
| *(t)ɬˤ  | (t)ɬˤ | sˤ, tʃˤ         | tˤ, tʃˤ   | tˤ, tʃˤ | tˤ, tʃˤ | ɮ              | ɮˀ      | ɮ            |
| *j      | j     | j               | j         | j       | j       | j              | j       | j            |
| *k      | k     | k               | k, tʃ     | k, tʃ   | k, tʃ   | k              | k, sʲ   | k            |
| *g      | g     | g, dʒ           | g, dʒ     | g, dʒ   | g, dʒ   | g              | g, zʲ   | g            |
| *kˤ     | kˤ    | kˤ, tʃˤ         | kˤ, tʃˤ   | kˤ, tʃˤ | kˤ, tʃˤ | kˤ, ʃˤ         | kˤ, sˤʲ | kˤ           |
| *x      | x     | xˤ              | —         | xˤ      | —       | x              | x       | xˤ           |
| *ɣ      | ʕ     | ʕ               | —         | —       | —       | ɣ              | ɣ       | ʕ            |
| *ħ      | ħ     | ħ               | —         | ħ       | —       | ħ              | ħ       | ħ            |
| *ʕ      | ʕ     | ʕ               | —         | —       | —       | ʕ              | ʕ       | ʕ            |
| *h      | h     | h               | —         | hˤ      | —       | h              | h       | h            |
| *ʔ      | ʔ     | ʔ               | —         | —       | —       | ʔ              | ʔ       | ʔ            |

Ударение обычно падает на долгий гласный в открытом слоге, либо на шва в закрытом.
Из прасемитского языка перешло противопоставление глухих неэмфатических свистящих: *š → š, h.
Отличительной особенностью сокотрийского является возникновение в существительных и (редко) в глаголах неэтимологического и неморфологического «паразитного [h]», вызванного, с одной стороны, особенностями ударения, а с другой — наличием придыхательной фонации.

#### Фонетические процессы
Как и в других современных южноаравийских языках, в сокотрийском имеется тенденция к редуцированию гласных к шва.
- [l] → [ʟ],
- ослабление и исчезновение носовых согласных в конце слова,
- диссимиляция палато-альвеолярных согласных при наличии суффикса местоимения женского рода,
- ассимиляция зубных согласных.

В некоторых диалектах слияния велярных фрикативов [x] и [ɣ] с фарингальными [ħ] и [ʕ] не произошло.
Во многих вариантах встречается фрикативизация, благодаря ей же произошли следующие изменения:
- [ʕ] → [h]
- [h.] → [нет звука]
- [b] → [нет звука] в позиции между гласными[5].

### Морфосинтаксис
Порядок слов — VSO/SVO (в равной мере), вершина синтаксической группы (определяющее) предшествует определяемому. Стратегия кодирования глагольных актантов — активная (как в арабском).
Двойственное число имеется у местоимений, существительных и глаголов, однако у первых и последних отмирает (в частности, под воздействием арабского языка). Модификаторы согласуются с определяемым существительным в роде и числе. В некоторых диалектах относительные местоимения не изменяются по числам.
Номинализация осуществляется тремя основными методами: изменением прилагательных, генитивными конструкциями и созданием относительных придаточных предложений. Кроме этого относительно продуктивна лексическая номинализация перфектных форм глагола с помощью частицы [dɛ], приставки /m-/ или изменения гласных:
- [ʃɛʕrɛk] (ловил рыбу) → [mʃɛʕrɛk] (рыбак);
- [lɑːtəʁ] (убил) → [liːtəʁ] (убийца);
- [ʃəħlɛf] (заострил) → [mʃɛħlɛf] (точило, точилка).

Глагол имеет три базовых формы: перфект, имперфект и усечённое наклонение (выделяется не всегда). Перфектом обозначают:
- начатые, совершённые действия;
- действия, совершаемые сейчас или в будущем (в условных конструкциях);
- более раннее по времени действие в конструкции с двумя прошедшими временами;
- он используется также в просьбах и клятвах.

Несовершенные глаголы употребляются для обозначения привычного действия в сочетании с наречиями, указывающими на частотность; постоянных, общих процессов, не ограниченных временны́ми рамками; более позднего или повторяющегося действия в конструкции с двумя прошедшими временами; также будущего времени при наличии наречия, указывающего на соответствующий временно́й промежуток.
Вспомогательные глаголы не имеют несовершенной формы. Они используются в сложных временах, всегда предшествуют основному глаголу и согласуются с субъектом в лице, числе и роде.

## История изучения
Аль-Хамдани, Ибн Баттута, Ал-Идриси и другие арабские учёные имели представление о существовании сокотрийского, но не посвятили ему ни одной работы. Первое полевое исследование сокотрийского языка провел зимой 1834 года лейтенант флота  Британской Ост-Индской Компании Джеймс Рэймонд Уэллстед, собравший 236 слов и выражений, из которых 41 посчитал заимствованиями из арабского.
Венская Академия наук организовала в 1898—1899 крупную научную экспедицию в Южную Аравию, в ходе которой в течение двух месяцев профессором, надворным советником Давидом Мюллером было проведено значительное изучение сокотрийского языка в его естественных условиях. Позже Мюллер продолжил работу с информантами-сокотрийцами в Вене, сделал первые аудиозаписи сокотрийского язык с помощью фонографа. Результатом стало издание трёх томов сокотрийских текстов (1902, 1905, 1907 — IV, VI и VII тома материалов Южноаравийской Экспедиции), записанных от носителей разных диалектов сокотрийского ) «Die Mehri- und Soqotri-Sprache» Давида Мюллера.
В 1938 году в Париже вышел сравнительный словарь сокотрийского языка (сокотрийско-французский) Вольфа Леслау, основанный на материалах Мюллера и работах продолжившего его дело Максимилиана Биттнера («Charakteristik der Sprache der Insel Soqotra Anzeiger der philosophisch-historischen Klasse der kaiserlichen Akademie der Wissenschaften in Wien» Максимилиана Биттнера). На этом этапе в сокотрийском было выделено две диалектных группы (западная и восточная), отдельно выделен диалект остова Абд-эль-Кури.
Комплексная экспедиция британских учёных 1967 года, в составе которой было два лингвиста: Томас Джонстон и Майкл Томкинсон, не привела к появлению новых больших публикаций, несмотря на созданный Джонстоном аудио-архив, за исключением самоучителя Джонстона «Teach yourself Socotran».
В 1985—2001 годах в разных частях острова французской лингвистической миссией проводился сбор диалектного материала. С 1991 года на Сокотре работает отряд экспедиции Института востоковедения РАН.
Первая попытка систематического описания сокотрийского языка - на основе западного диалекта Калансии - предпринята Халедом Авадом Омером бин Махашеном в 2009 году.

### Примеры текстов
- Сокотрийская сказка в транскрипции и английском переводе в California Linguistic Notes (часть I) и (часть II)
- Звуковой архив семитских языков Гейдельбергского Университета: народная сказка Mehazelo (сокотрийская Золушка — отрывок) на северо-восточном диалекте языка сокотри.